# Coffey
Coffey is een plaats (city) in de Amerikaanse staat Missouri, en valt bestuurlijk gezien onder Daviess County.

## Demografie
Bij de volkstelling in 2000 werd het aantal inwoners vastgesteld op 140.
In 2006 is het aantal inwoners door het United States Census Bureau geschat op 143, een stijging van 3 (2,1%).

## Geografie
Volgens het United States Census Bureau beslaat de plaats een oppervlakte van
0,5 km², geheel bestaande uit land. Coffey ligt op ongeveer 285 m boven zeeniveau.

## Plaatsen in de nabije omgeving
De onderstaande figuur toont nabijgelegen plaatsen in een straal van 20 km rond Coffey.